# Isimbaj
Isimbaj (oroszul: Ишимбай, baskír nyelven: Ишембай) város Oroszországban, a Baskír Köztársaságban.

## Népesség
- 2002-ben 70 195 lakosa volt, melyből 36 257 orosz, 19 964 baskír, 10 436 tatár, 760 ukrán, 756 csuvas, 418 német, 254 mordvin, 235 fehérorosz, 202 azeri, 157 üzbég, 143 görög, 65 mari, 26 udmurt.
- 2010-ben 66 259 lakosa volt, melyből 33 209 orosz, 18 991 baskír, 9 411 tatár, 571 csuvas, 486 ukrán, 156 fehérorosz, 143 mordvin, 38 mari, 18 udmurt.